# Consiglio di Stato
Il consiglio di Stato è un organo statale presente in vari paesi con funzioni diverse. In certi ordinamenti è un organo collegiale, in altri un organo complesso costituito da una pluralità di organi collegiali (sezioni, camere ecc.). In alcuni casi ha funzioni giurisdizionali, in altri solo consultive.
I suoi membri sono detti consiglieri di Stato.

## Storia
Nelle monarchie del passato il consiglio di Stato era un organo consultivo del sovrano, analogo a quello che altrove prendeva il nome di consiglio privato o segreto. Tale organo è sopravvissuto in alcune monarchie odierne, ad esempio quella danese, con funzioni essenzialmente cerimoniali.
Nei Regni spagnoli (Castiglia, Aragona, Navarra) il Consiglio di Stato era il più importante tra i consigli che affiancavano il sovrano, secondo la forma di governo detta polisinodia. Istituito nel 1521 da Carlo V d’Asburgo, su consiglio dell'arcicancelliere Mercurino Arborio di Gattinara, con il nome di Consiglio segreto di Stato, prese il nome di Consiglio di Stato l'anno seguente. Suo compito principale era consigliare il Re in materia di politica estera, per questo motivo, a differenza di altri consigli, non era costituito da giuristi, ma da esperti in relazioni internazionali, tratti dall'alta nobiltà e dall'alto clero; peraltro, in mancanza di una competenza ben definita, interveniva anche in materie di politica interna. A differenza degli altri consigli, era presieduto dallo stesso sovrano; di fatto, un ruolo importante finiva per essere assunto dal Segretario del Consiglio, che faceva da tramite tra lo stesso e il Re. Quest'ultimo sottoponeva al Consiglio di Stato le questioni da trattare, sentiva i pareri dei consiglieri e poi prendeva la sua decisione. Gli stessi membri del Consiglio di Stato, cui Filippo II affiancò consiglieri specifici, costituivano il Consiglio di Guerra, che si occupava degli affari militari.
In Francia possiamo ricordare  Conseil d'État du Roi, istituito durante il regno dei Capetingi, soppresso dopo circa sette secoli dalla Rivoluzione francese e subito restaurato dopo pochi anni dall'Impero napoleonico.
In Italia possiamo citare quale esempio il Consilium nobiscum residens o Consilium cum domino residens del Ducato di Savoia, regolamentato da Amedeo VIII nel 1430, nel quadro degli Statuta Sabaudiae. Presieduto dallo stesso Duca, aveva la capacità di sostituirsi «financo al Principe» nel governo del Paese e ne facevano parte i più importanti nobili del Ducato. Aveva diverse competenze amministrative e giudiziarie. Queste ultime si sostanziavano nell'assistere il sovrano nello svolgimento della sua funzione di detentore della giurisdizione suprema. Con l'andar del tempo, il Consilium si sdoppierà, ai fini pratici, in un Consiglio Segreto (antenato di un Consiglio dei ministri) e in un Consiglio di giustizia, pur rimanendo formalmente un organo unico. Subordinati al Consilium (che era itinerante, dovendo seguire il principe) erano due Consigli stanziali, a Chambery e a Torino (detto Cismontano), che esercitavano la giurisdizione d'appello sulle sentenze emesse dai tribunali della Savoia e del Principato del Piemonte, avendo anche competenze amministrative sui rispettivi territori. Il Consilium fu più volte soppresso e ricostituito, con le patenti del 13 aprile 1631 di Vittorio Amedeo I di Savoia, l'editto del 1717 di Vittorio Amedeo II di Savoia e l'editto del 21 maggio 1814 di Vittorio Emanuele I di Savoia.
Nei sultanati di Brunei, Sambas e Aceh i consiglieri erano alti nobili incaricati di assistere il sovrano nel suo governo. In particolare uno di loro, Pengiran Indera Mahkota, Raja e cugino del sultano Omar Ali Saifuddin II, fu nominato Consigliere dell'Impero e agì da solo nel sostenere il governo.

## Nel mondo

### Ordinamenti ispirati al modello francese
In certi ordinamenti il consiglio di Stato ha mantenuto funzioni consultive, fornendo pareri di legittimità, talora obbligatori, al governo ed altri organi del potere esecutivo, soprattutto riguardo ad atti normativi (proposte di legge, regolamenti ecc.). Si tratta di un organo ispirato al Conseil d'État francese, presente anche in Italia, Belgio, Paesi Bassi, Grecia, Spagna, nonché in vari paesi francofoni.
In molti dei predetti ordinamenti (ad esempio: Italia, Belgio, Paesi Bassi, Grecia; non in Spagna) il consiglio di Stato, oltre alle funzioni consultive, ha funzioni giurisdizionali essendo giudice amministrativo. Inizialmente in unico grado, ora è di solito giudice di secondo o terzo grado (come, rispettivamente, in Italia e in Francia) e funge da corte suprema per la giurisdizione amministrativa. 
In certi ordinamenti (ad esempio, quello francese) possono essere impugnate innanzi al consiglio di stato anche le pronunce della corte dei conti, mentre in alcuni (ad esempio, in Tunisia) questa è addirittura una sua componente.
Il consiglio di Stato ispirato al modello francese è, in certi paesi, ancor oggi presieduto dal capo dello Stato (come nei Paesi Bassi) o dal capo del governo (come in Francia), sebbene si tratti nella pratica di una presidenza solo onoraria (sicché quella effettiva spetta ad un vicepresidente). I membri sono tradizionalmente nominati dal capo dello Stato, su proposta del governo, e scelti tra alti funzionari dell'amministrazione, magistrati, professori universitari in materie giuridiche e simili. Peraltro, laddove il consiglio di Stato ha funzioni giurisdizionali, a questo canale di reclutamento tende oggi ad affiancarsi il concorso pubblico o la progressione di carriera dagli uffici giudiziari di grado inferiore.

### Altri ordinamenti
In alcuni ordinamenti - ad esempio Portogallo, Irlanda, Nigeria - le funzioni consultive del consiglio di Stato hanno più natura politica che giuridica e vi fanno parte le più alte cariche dello Stato (capo dello Stato, capo del governo, presidenti delle camere, vertici del potere giudiziario, capi dell'esecutivo degli stati federati ecc.) o ex titolari delle stesse.
In altri ordinamenti, ad esempio in Finlandia, è denominato consiglio di Stato l'organo che altrove è detto gabinetto o consiglio dei ministri. Anche negli stati federati della Svizzera, di lingua francese e italiana,  il consiglio di Stato è un organo di governo: si tratta, infatti, del direttorio posto al vertice del potere esecutivo. L'organo corrispondente è denominato Gouvernement nel cantone di Giura,  Conseil exécutif in quello di Berna e Regierungsrat, Staatsrat (equivalente a Consiglio di Stato) o Standeskommission nei cantoni di lingua tedesca.
In certi stati comunisti, ad esempio Cuba e Vietnam, il consiglio di Stato è un organo, eletto dal parlamento tra i suoi membri, che svolge collegialmente le funzioni di capo dello Stato ed esercita le funzioni del parlamento tra una sessione e l'altra, controllando gli organi eletti dallo stesso (governo, giudici ecc.) ed emanando decreti aventi forza di legge da sottoporre alla sua successiva ratifica. Altrove l'organo corrispondente è denominato praesidium (così era in Unione Sovietica e in altri stati comunisti dell'Est Europeo) o comitato permanente del parlamento (come nella Repubblica Popolare Cinese). Il presidente di questi organi ha, di fatto, un ruolo equivalente a quello del presidente della repubblica; la carica è frequentemente ricoperta dal segretario generale del partito comunista.
In Gran Bretagna sono detti consiglieri di Stato i membri della famiglia reale ai quali il sovrano delega parte delle sue funzioni quando è all'estero o è, per altre ragioni, temporaneamente impossibilitato ad esercitarle.
In Portogallo il Conselho de Estado è un organo consultivo del presidente della República Portuguesa.